# Карл Прусік
Карл Прусік (нім. Karl Prusik, 19 травня 1896, Відень — 8 травня 1961, Перхтольдсдорф) — австрійський альпініст і викладач музики. Президент австрійського альпіністського клубу (ÖAK) з 1939 по 1941 рік і з 1951 по 1953 рік. Відомий, в першу чергу, як винахідник названого по його імені вузла Прусика.
У 1914 році був призваний до австроугорського війська і в 1915—1918 служив в званні лейтенанта на кордоні з Італією в Альпах. Тут він зацікавився альпінізмом, як один з головних моментів підготовки молоді до майбутньої військової служби. Починаючи з 1920-х років Карл Прусик став інструктором з альпінізму.
Після першої світової війни Прусік вивчав музикознавство. 1923 року захистив докторську дисертацію по творах лютняра Сільвіуса Леопольда Вайса і став викладачем Віденської консерваторії.
Сповідуючи погляди соціал-дарвінізму і нацизму, Прусік вважав альпінізм одним із способів виховання сильних і безстрашних гірських стрільців, які повинні стати спадкоємцями бойового духу давніх германців, що здолали в битвах римську армію. Період після Першої світової війни в Австрії він розглядав, як час розбещення німецької молоді зручностями міського життя і ідеями соціалізму. У 1921 році Карл Прусик був інструктором молодіжної альпіністської команди, яку виховував у дусі мілітаризму і шовінізму.
У 1939 році після приєднання Австрії до Німеччини він став членом Націонал-соціалістичного альпійського клубу, який очолив Артур Зейсс-Інкварт, який також служив під час першої світової війни в тірольських єгерських частинах. У 1940 році К. Прусик очолив курси тренерів альпінізму і скелелазіння в цьому клубі. У 1941 році у віці 45 років був призваний на службу у Вермахт в званні лейтенанта. У 1942 році отримав звання гауптштурмфюрера військ СС і нагороджений хрестом за військові заслуги II ступеня. У 1945—1947 роках перебував у полоні. У 1947 році знову очолив австрійський альпіністський клуб (ÖAK).

## Альпіністські досягнення
Карл Прусік зробив більш ніж 70 першосходжень в основному на вершини в Альпах.
Карл Прусік є винахідником названого його ім'ям вузла («прусика»), який він вперше описав у 1931 році в австрійській альпійської газеті. Цей вузол досі вважається найвідомішим схоплювальним вузлом у світі.
У 1932 році Карл Прусік придумав німецький термін Torlauf, яким в Австрії досі називають лижний слалом.
У 1948 році в Каскадних горах в штаті Вашингтон ім'ям К. Прусіка був названий пік висотою у 2438 м.